# Ardisia warmingii
Ardisia warmingii là một loài thực vật có hoa trong họ Anh thảo. Loài này được (Mez) Bernacci & Jung-Mend. mô tả khoa học đầu tiên năm 2000.